# SNAPC5
SNAPC5 (англ. Small nuclear RNA activating complex polypeptide 5) – білок, який кодується однойменним геном, розташованим у людей на короткому плечі 15-ї хромосоми. Довжина поліпептидного ланцюга білка становить 98 амінокислот, а молекулярна маса — 11 328.
| 10         |  | 20         |  | 30         |  | 40         |  | 50         |
| ---------- |  | ---------- |  | ---------- |  | ---------- |  | ---------- |
| MLSRLQELRK |  | EEETLLRLKA |  | ALHDQLNRLK |  | VEELALQSMI |  | SSRRGDEMLS |
| SHTVPEQSHD |  | MLVHVDNEAS |  | INQTTLELST |  | KSHVTEEEEE |  | EEEEESDS   |

A: Аланін

D: Аспарагінова кислота

E: Глутамінова кислота

G: Гліцин

H: Гістидин

I: Ізолейцин

K: Лізин

L: Лейцин

M: Метіонін

N: Аспарагін

P: Пролін

Q: Глутамін

R: Аргінін

S: Серин

T: Треонін

Кодований геном білок за функцією належить до фосфопротеїнів. 
Задіяний у таких біологічних процесах, як транскрипція, регуляція транскрипції, альтернативний сплайсинг. 
Локалізований у ядрі.